# Zweedse parlementsverkiezingen 1958
Hieronder de uitslag van de verkiezingen voor de Zweedse Tweede Kamer (Andra kammaren), gehouden op 1 juli 1958.
| Partij                             | Partijleider    | Stemmen   | %       | ± %       | Zetels | ± Zetels |
| ---------------------------------- | --------------- | --------- | ------- | --------- | ------ | -------- |
| Socialdemokraterna (S)             | Tage Erlander   | 1 776 667 | 46,22   | ▲ 1,64    | 111    | ▲5       |
| Högerpartiet (H)                   | Jarl Hjalmarson | 750 332   | 19,52   | ▲2,41     | 45     | ▲3       |
| Folkpartiet (FP)                   | Bertil Ohlin    | 700 019   | 18,21   | ▼ 5,00    | 40     | ▼ 20     |
| Centerpartiet (C)                  | Gunnar Hedlund  | 486 760   | 12,66   | ▲ 3,21    | 32     | ▲ 13     |
| Sveriges Kommunistiska Parti (SKP) | Hilding Hagberg | 129 319   | 5,00    | ▼ 1,64    | 5      | ▼ 1      |
| Overig                             | —               | 1 155     | 0,03    | —         | 0      | —        |
| Geldige stemmen                    | —               | 3 884 252 | 100     | —         | —      | —        |
| Totaal                             | Totaal          | 3 864 963 | (77,40) | ▼ (2,40 ) | 231    | —        |

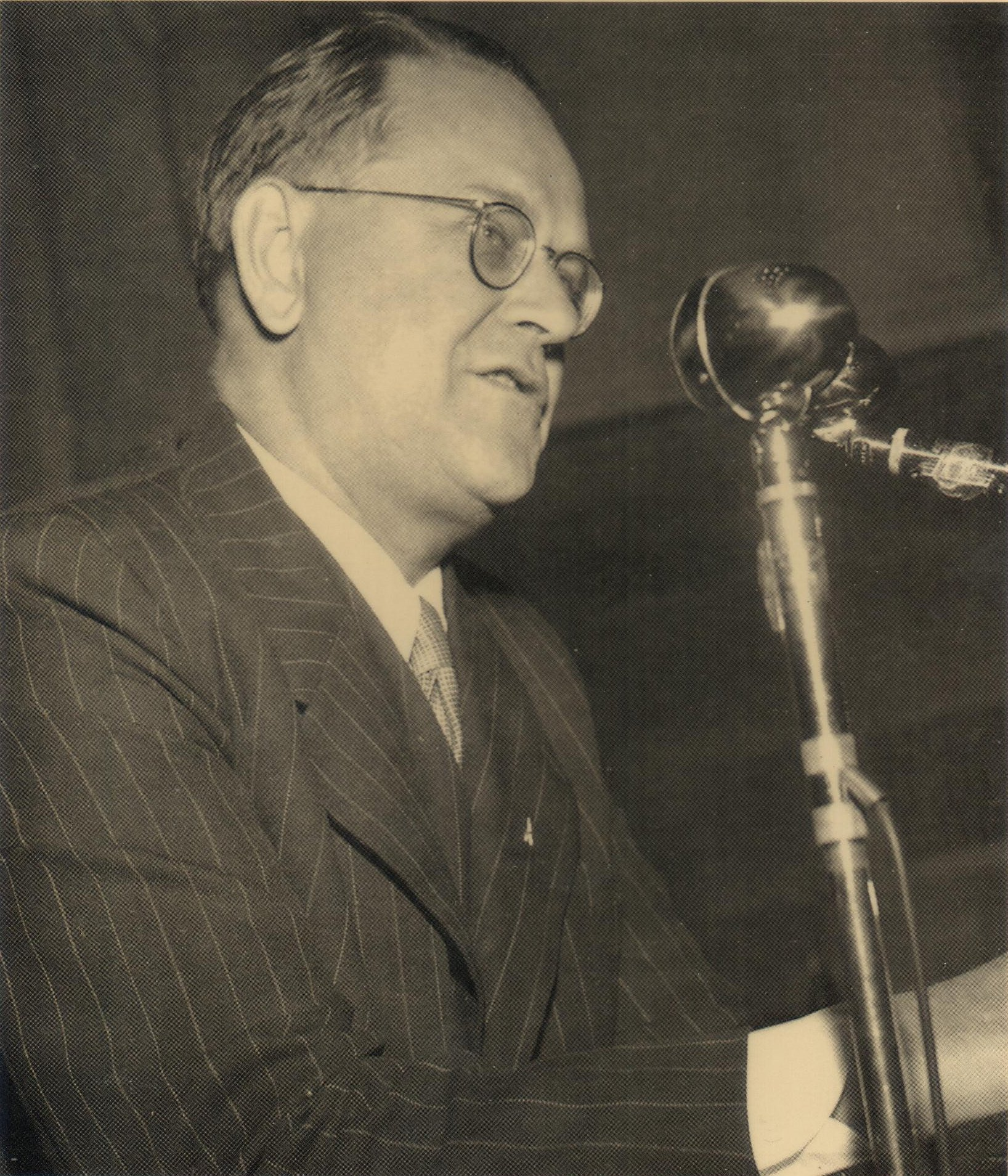
Tage Erlander
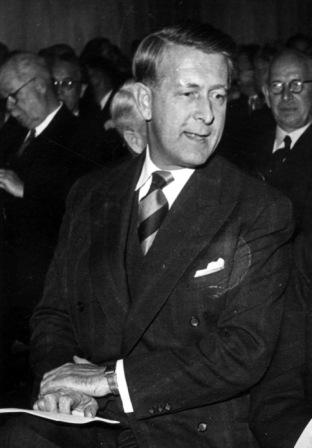
Bertil Ohlin
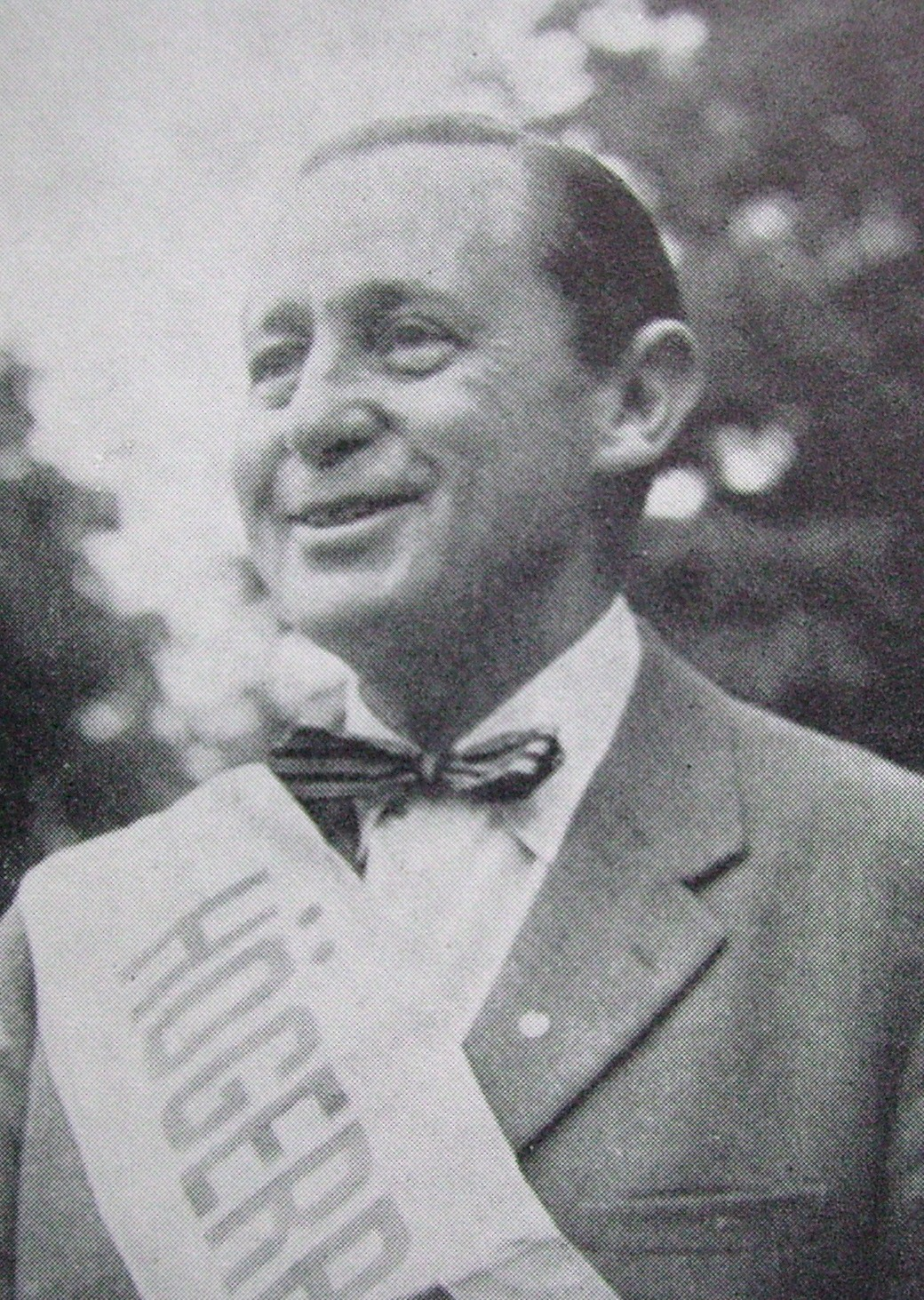
Jarl Hjalmarson
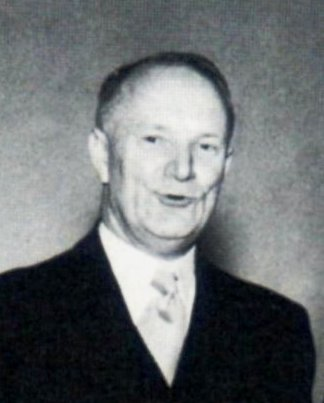
Gunnar Hedlund
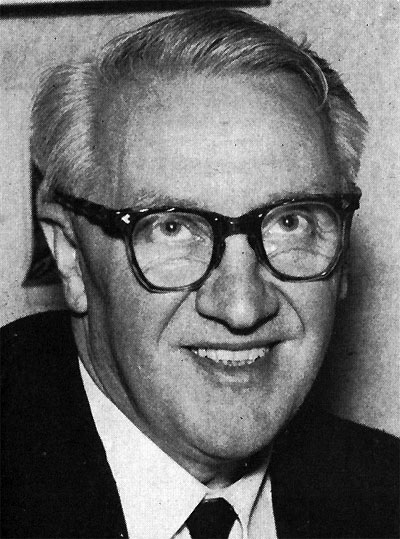
Hilding Hagberg

1911 · 1914 · 1917 · 1920 · 1921 · 1924 · 1928 · 1932 · 1936 · 1940 · 1944 · 1948 · 1952 · 1956 · 1958 · 1960 · 1964 · 1968 · 1970 · 1973 · 1976 · 1979 · 1982 · 1985 · 1988 · 1991 · 1994 · 1998 · 2002 · 2006 · 2010 · 2014 · 2018 · 2022